# ADATA
ADATA(중국어: 威剛科技股份有限公司, ADATA Technology Co., Ltd.)는 중화민국의 팹리스 메모리, 기억 장치, 컴퓨터 케이스 제조사이다. 2001년 5월 천리바이(陳立白)에 의해 설립되었다. 주요 제품군은 DRAM 모듈, USB 플래시 드라이브, 하드 디스크 드라이브, 솔리드 스테이트 드라이브, 메모리 카드, 모바일 액세서리가 있다. ADATA는 2개의 부문으로 확장하고 있는데, 하나는 로봇공학, 나머지 하나는 전기 파워트레인 시스템이다. 주 ADATA 브랜드 외에 이 기업은 PC 게이밍 하드웨어와 액세서리를 XPG("Xtreme Performance Gear")라는 브랜드로 판매 중이다.
2017년, ADATA는 세계에서 2번째로 큰 DRAM 모듈 제조사였다. 근래에 ADATA는 유럽, 아메리카로 사업 영역을 넓혀가면서 아시아의 삼성그룹과 경쟁 중이다.

## 갤러리

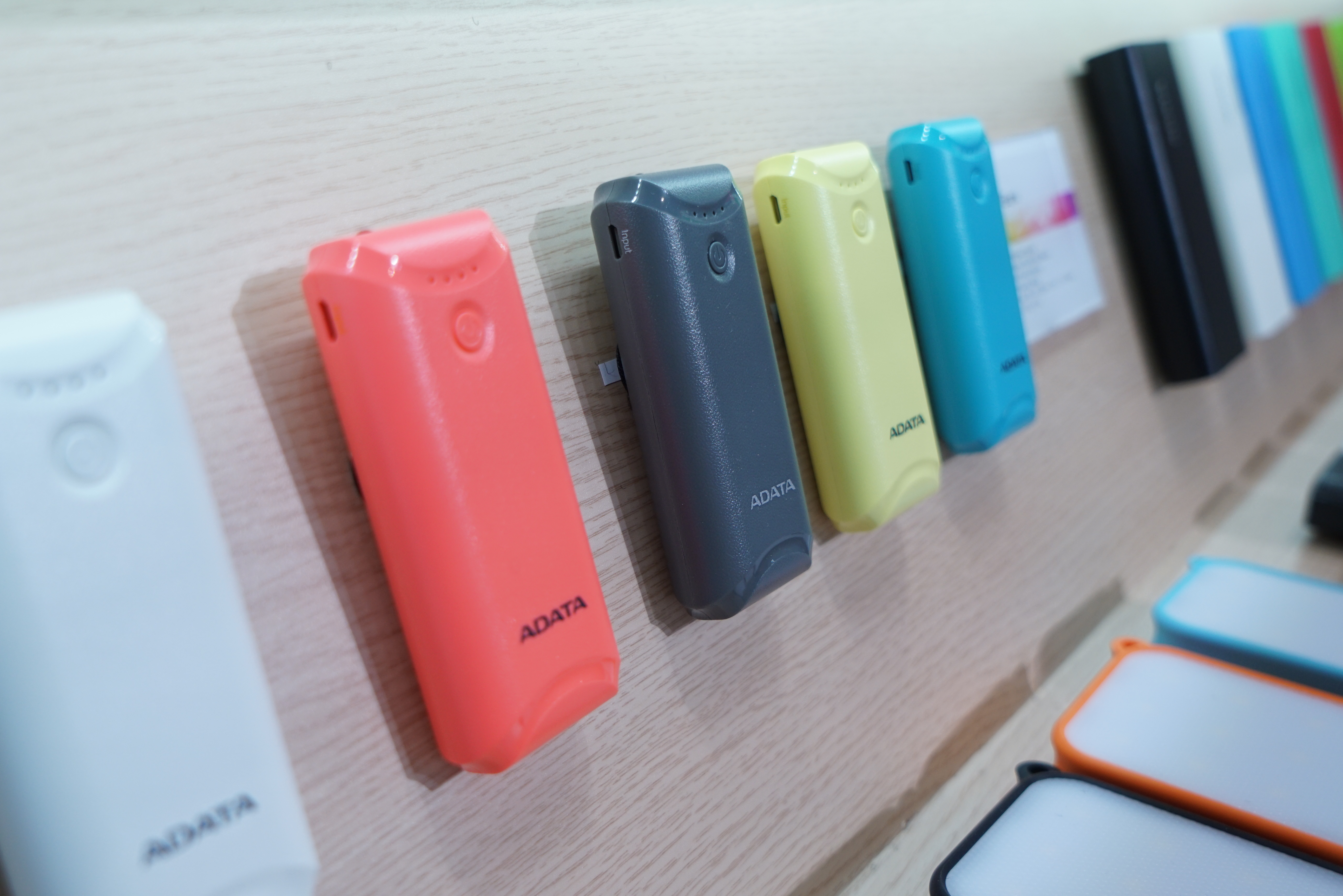
ADATA 파워뱅크 충전기 (컴퓨텍스 2018)
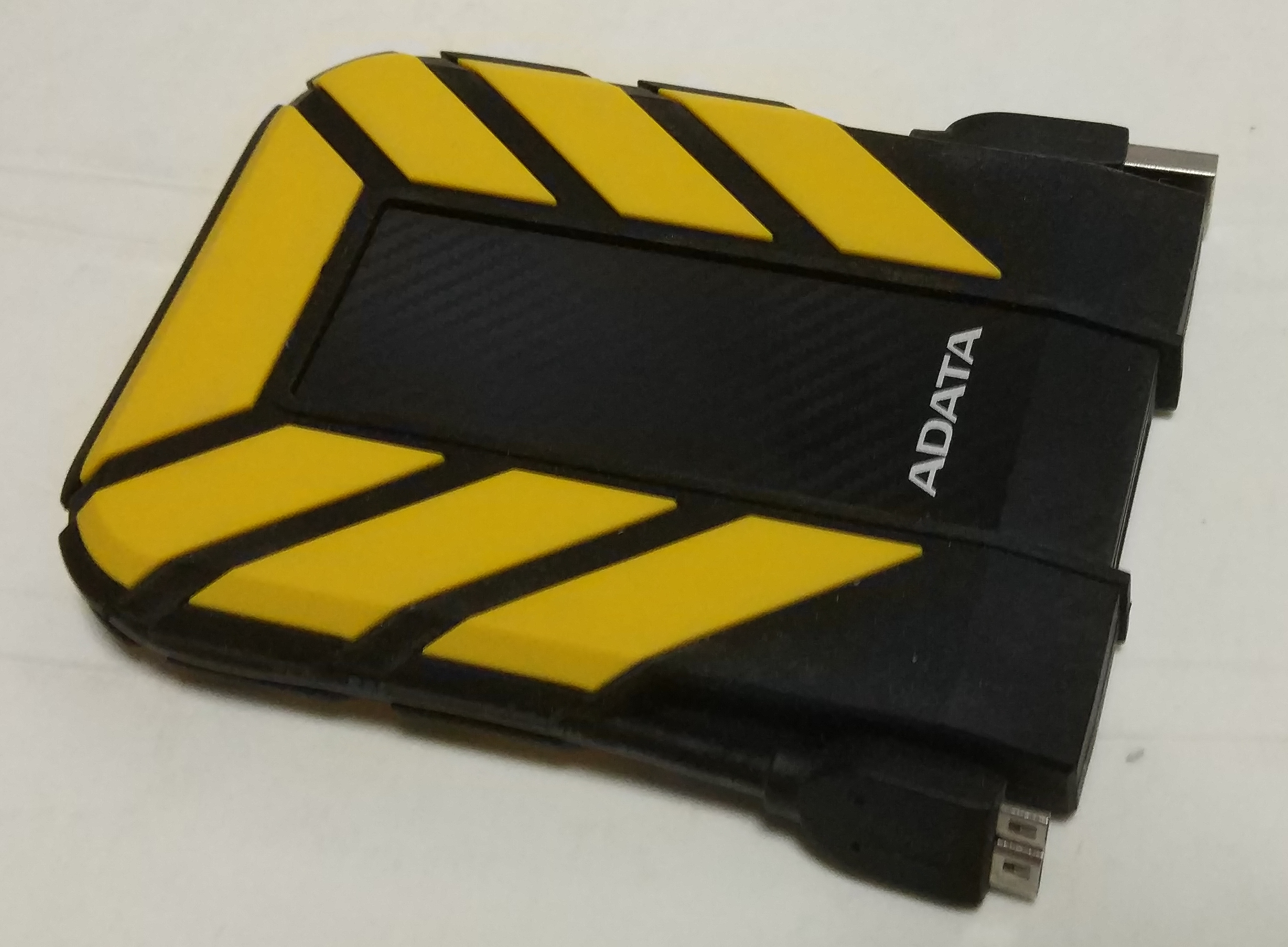
ADATA 외장 USB 3.0 하드 디스크 드라이브
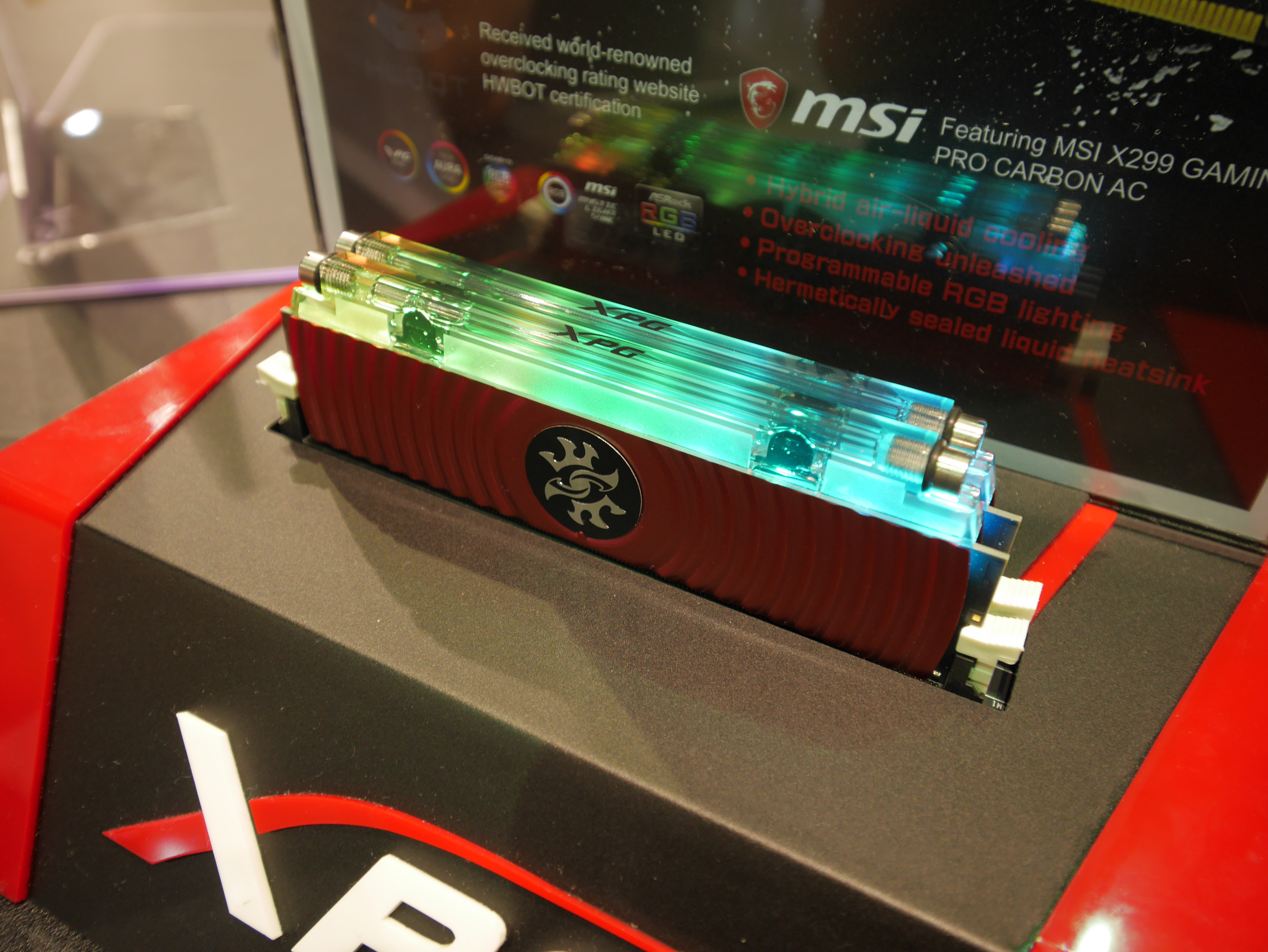
XPG DDR4 RGB 메모리 모듈

## 같이 보기
- 타이완의 기업 목록